# 盧卡·卡爾迪羅拉
盧卡·卡爾迪羅拉（義大利語：Luca Caldirola，1991年2月1日—）是一位義大利足球運動員，在球場上司職左後衛或中後衛。現效力於意甲球隊蒙沙。

## 職業生涯
卡爾迪羅拉的職業生涯起步於義甲名門國際米蘭，他在2009–10賽季進入一線隊。
2010–11賽季，卡爾迪羅拉被租借至荷甲聯賽球隊維特斯。
2011年6月，國際米蘭為了永久買下從切塞纳租借而來的長友佑都，將卡爾迪羅拉與盧卡·加里塔諾一半的所有權，加入和切塞納交易的添頭。但於2011–12賽季，兩人還是繼續為國際米蘭效力。他第一次代表國際米蘭出戰正式比賽是在2011年12月7日，他在歐洲冠軍盃小組賽對陣莫斯科中央陸軍的比賽中，於下半場開始時，替換下克里斯蒂安·基伏出場。
2012年1月4日，他被租借至義乙球隊布雷西亞。
2012年6月，國際米蘭與切塞納更新了卡爾迪羅拉的共同所有權，卡爾迪羅拉將在2012–13賽季為切塞那效力。2013年1月，切塞納又再次將他租借至布雷西亞。同年6月，國際米蘭以250萬歐元，向切塞那買回他一半的所有權。
2013年6月26日，德甲球隊雲達不萊梅簽下卡爾迪羅拉，雙方簽下四年合約。
在2015–16賽季，卡爾迪羅拉被租借至達斯泰特，並且踢滿了全部34場的德甲聯賽。
2019年1月30日，免費加盟意大利足球乙级联赛球會賓尼雲圖，事隔5年回到意大利。

## 國家隊生涯
卡爾迪羅拉擁有參加義大利各級青年國家隊的資歷。在2012年，他成為義大利U21的隊長。
他參加了2013年U21歐青賽，在決賽中以4–2敗給了西班牙，得到亞軍。

## 外部連結
- 官方网站
- transfermarkt.de：盧卡·卡爾迪羅拉 （页面存档备份，存于）之數據統計